# Балуєвський Юрій Миколайович
Юрій Миколайович Балуєвський (нар. 9 січня 1947, місто Трускавець Дрогобицької області, тепер Львівської області) — радянський і російський військовий діяч, начальник Генерального штабу збройних сил Російської Федерації — перший заступник міністра оборони Російської Федерації, генерал армії (22.02.2005).

## Життєпис
Народився в родині радянського військового. З 1953 року родина проживала у Вологодській області РРФСР. У 1965 році закінчив середню школу в місті Кирилові Вологодської області. З 1965 по 1966 рік працював у Коварзинській середній школі Вологодської області вчителем фізкультури та малювання.
У збройних силах СРСР служив із серпня 1966 року. У 1966—1970 роках — курсант Ленінградського вищого загальновійськового командного училища імені Кірова.
У 1970 — травні 1971 року — командир мотострілецького взводу, з травня 1971 по 1972 рік — командир мотострілецької роти у важкій танковій дивізії 28-ї загальновійськової армії Білоруського військового округу. У 1972—1974 роках — офіцер оперативного відділу штабу армії у Білоруському військовому окрузі. Член КПРС.
У 1974—1977 роках — старший офіцер оперативного відділу штабу 20-ї гвардійської загальновійськової армії Групи радянських військ у Німеччині.
У 1977—1980 роках — слухач Військової академії імені Фрунзе.
У 1980—1982 роках — старший офіцер 1-го відділу Оперативного управління штабу Ленінградського військового округу.
У 1982—1988 роках — старший офіцер-оператор напрямку Оперативного управління Головного оперативного управління Генерального штабу Збройних сил СРСР.
У 1988—1990 роках — слухач Військової академії Генерального штабу Збройних сил СРСР імені Ворошилова, закінчив із золотою медаллю.
У грудні 1990 — травні 1991 року — начальник групи Оперативного управління Головного оперативного управління Генерального штабу Збройних сил СРСР, офіцер для особливих доручень при заступникові міністра оборони СРСР генерал-полковнику Ачалові. У травні — вересні 1991 року — генерал для особливих доручень при заступникові міністра оборони СРСР.
У жовтні 1991 — серпні 1992 року — заступник начальника напрямку, з серпня 1992 по січень 1993 року — начальник напрямку Головного оперативного управління Генерального штабу збройних сил Російської Федерації.
У січні 1993 — червні 1995 року — начальник штабу — 1-й заступник командувача Групою російських військ у Закавказзі. Брав активну участь в окупації Абхазії під час грузино-абхазької війни 1992—1993 років та в осетино-інгуському конфлікті восени 1993 року.
У червні 1995 — серпні 1997 року — начальник Оперативного управління — заступник начальника Головного оперативного управління.
У серпні 1997 — липні 2001 року — начальник Головного оперативного управління Генерального штабу Збройних сил Російської Федерації. У червні 1999 року підтримав ідею та брав участь у забезпеченні марш-кидку російських десантників на Пріштіну в Косово.
Одночасно, в серпні 1997 — 19 липня 2004 року — перший заступник начальника Генерального штабу збройних сил Російської Федерації.
19 липня 2004 — 3 червня 2008 року — начальник Генерального штабу збройних сил Російської Федерації — перший заступник міністра оборони Російської Федерації.
З вересня 2004 року по червень 2008 року був членом Ради безпеки Російської Федерації, а з червня 2005 по липень 2006 року — начальник Об'єднаного штабу Організації Договору про колективну безпеку. З липня 2005 року був членом ради директорів Концерну ППО «Алмаз-Антей». 
3 червня 2008 — 9 січня 2012 року — заступник секретаря Ради безпеки Російської Федерації.
Був радником головнокомандувача внутрішніх військ МВС Російської Федерації. На даний час — член Управління генеральних інспекторів Міністерства оборони Російської Федерації (генеральний інспектор).

## Військові звання
- генерал-майор (19.04.1993)
- генерал-лейтенант (12.12.1994)
- генерал-полковник  (17.12.1997)
- генерал армії (22.02.2005)

## Нагороди і відзнаки
- орден «За заслуги перед Вітчизною» ІІ ст. (Російська Федерація) (3.06.2008) — за заслуги перед державою та значний внесок у справу захисту Вітчизни
- орден «За заслуги перед Вітчизною» ІІІ ст. (Російська Федерація) (30.12.2006) — за великий внесок у зміцнення обороноздатності Російської Федерації та багаторічну сумлінну службу
- орден «За заслуги перед Вітчизною» IV ст. (Російська Федерація)
- орден «За військові заслуги» (Російська Федерація)
- орден Пошани (Російська Федерація) (3.12.2011) — за великий внесок у забезпечення національної безпеки Російської Федерації та багаторічну сумлінну роботу
- орден «За службу Батьківщині в Збройних Силах СРСР» ІІІ ст.
- орден Югославської Зірки (Югославія) (1999)
- Орден Почесного легіону (Франція)
- орден Легіон Заслуг (США) (2005)
- Орден святої Анни І ст. (19.12.2011) (Російський імператорський дім)
- Орден Святителя Миколи Чудотворця (19.12.2001) (Російський імператорський дім)
- медалі